# Municipio de Cave (Illinois)
El municipio de Cave es un municipio situado en el condado de Franklin, Illinois, Estados Unidos. Tiene una población estimada, a mediados de 2023, de 1660 habitantes.

## Geografía
Está ubicado en las coordenadas 37°54′36″N 88°45′24″O / 37.91000, -88.75667. Según la Oficina del Censo, tiene una superficie total de 94.5 km², de los cuales 92.6 km² corresponden a tierra firme y 1.9 km² están cubiertos de agua.

## Demografía
Según el censo de 2020, en ese momento había 1683 personas residiendo en la zona. La densidad de población era de 18 hab./km². El 95.90 % de los habitantes eran blancos, el 0.59 % eran afroamericanos, el 0.18 % eran amerindios, el 0.06 % era asiático, el 0.48 % eran de otras razas y el 2.79 % eran de una mezcla de razas. Del total de la población, el 0.59 % eran hispanos o latinos de cualquier raza.

## Localidades
- Thompsonville